# XOXO/Terminal
《XOXO/Terminal》為日本歌手濱崎步於2014年巡迴演唱會『ayumi hamasaki PREMIUM SHOWCASE ～Feel the love～』名古屋場次入場時贈送的單曲，限量30,000張，期間為2014年5月30日~6月1日。

## 說明
- 本作並不算在一般正規單曲系列中。
- 此單曲贈送時，新專輯《Colours (濱紛)》尚未發行，算是替該專輯先行宣傳的一種方式。
- 本張單曲與另外兩張同樣為會場贈送單曲《Angel/Lelio》、《What is forever love/NOW & 4EVA》封面可拼出完整連貫背景。
- 《Terminal》於同年10月1日以重發單曲型態發售，為濱崎步第52張單曲。
- 《XOXO》於同年10月1日以Plug Air數位單曲型態限量發售。

## 收錄歌曲
1. XOXO
2. Terminal